# Liste der Bodendenkmäler in Rommerskirchen
Die Liste der Bodendenkmäler in Rommerskirchen enthält die denkmalgeschützten unterirdischen baulichen Anlagen, Reste oberirdischer baulicher Anlagen, Zeugnisse tierischen und pflanzlichen Lebens und paläontologischen Reste auf dem Gebiet der Gemeinde Rommerskirchen im Rhein-Kreis Neuss in Nordrhein-Westfalen (Stand: August 2020). Diese Bodendenkmäler sind in Teil B der Denkmalliste der Gemeinde Rommerskirchen eingetragen; Grundlage für die Aufnahme ist das Denkmalschutzgesetz Nordrhein-Westfalen (DSchG NRW).
| Bild | Bezeichnung                                                            | Lage                                             | Beschreibung | Bauzeit | Eingetragen seit | Denkmal- nummer |
| ---- | ---------------------------------------------------------------------- | ------------------------------------------------ | --- | ------- | ---------------- | --------------- |
|      | Ramratherhof                                                           | Ramrath                                          | 7 km nördlich der Ortsmitte von Rommerskirchen liegt am SW-Rand des Ortsteiles Ramrath der Ramratherhof. Es handelt sich um eine einst von Wassergräben umgebene Hofesfeste. Von den Gräben hat sich nur noch ein N-S verlaufendes Grabenstück nördlich der heutigen, aus dem 19. Jahrhundert stammenden Hofgebäude erhalten. Bereits in der Tranchotkarte Bl. 51 (Holzheim) erscheinen die Gräben nicht mehr. Unmittelbar östlich der Hofgebäude steht auf einem kleinen, künstlich aufgeschütteten Hügel die Lambertuskapelle aus dem 12. Jahrhundert mit Rechteckchor. Sie ist z.T. aus römischen Ziegeln und anderen römischen Spolien erbaut. -Bei dem Hügel handelt es sich wahrscheinlich um einen ehemaligen Mottenhügel, so dass der Ramratherhof vielleicht auf eine zweiteilige Niederungsburg des frühen Mittelalters zurückzuführen ist. |         | 30.10.1990       | 1               |
|      | Haus Anstel                                                            | Frixheim-Anstel                                  | Haus Anstel 1134 als Wasserburg erbaut, geht zurück auf eine mittelalterliche Vorgängeranlage, ursprünglich von allen Seiten von Wassergräben umgeben. Das Herrenhaus ist allseitig von einem wasserführenden Graben umgeben; die ursprüngliche Grabenanlage der Vorburg ist in einer östlichen Wasserumwehrung erhalten. Man kann davon ausgehen, dass im Bereich der Vorburg ältere Bau- und Siedlungsbefunde im Boden vorhanden sind. |         | 08.08.2007       | 2               |
|      | Wasserburg                                                             | Villau                                           | Stammsitz der Herren von Luisch, 1512 und später urkundlich erwähnt; das heutige Herrenhaus aus dem 18. Jahrhundert, einige Grabenteile erinnern an ehemals weit verzweigtes Grabensystem um die alte Burganlage. Die Urkarte von 1810 zeigt die ältere Befundsituation; ursprünglich eine der vielen kleinen Wasserburgen im Kreis Neuss, bei denen man noch Reste älterer Vorgängerbauten voraussetzen kann. Heutige Anlage vermittelt das Bild einer Hofesfeste. |         | 15.05.1990       | 3               |
|      | Burganlage Alt-Höveler-Hof (Graben- und Wallanlage)                    | Frixheim                                         | Der Alt-Höveler-Hof verdankt seinen Namen dem schon um 800 urkundlich bezeugten Huvilwald. Die Hofanlage war ursprünglich von einem massiven ovalen Wall mit außen vorgelagertem Graben umschlossen, von dem sich nur im Westen Teile erhalten haben. Hier erhebt sich die 2 m breite Krone des Walles 5,5 m über die Sohle des ca. 20 m breiten Grabens. |         | 31.12.1990       | 4               |
|      | Grabenanlage Alt-Ikoven                                                | Oekoven Widdeshovener Str. 5                     | Reste einer mittelalterlichen Wassergrabenanlage der Hoffeste Alt-Ikoven, deren erste urkundliche Erwähnung aus dem Jahre 1195 stammt. Es handelt sich im Wesentlichen um noch offene breite Gräben im Osten und Süden des Hofes, der ursprünglich auf allen 4 Seiten von Gräben umschlossen war. Die Grabenanlage ist die einzige dieser Art an einer Hoffeste an der Gillbach, die noch Wasser führt. |         | 12.12.1984       | 5               |
|      | Reste einer jungsteinzeitlichen Siedlung                               | Rommerskirchen Mittelschiff der Kirche St. Peter | Das Bodendenkmal liegt auf einem Geländesporn, oberhalb des Todtenbaches und des Gillbaches. In der Bandkeramik wurden für die Anlage von Siedlungen bevorzugt Areale genutzt, die in der Nähe von Gewässern lagen (z. B. Merzbachtal). Bei der 1951 im Bereich des Mittelschiffs von St. Peter durchgeführten Ausgrabung und bei Ausschachtungsarbeiten an der Schule, wurden Überreste einer bandkeramischen Siedlung (Altneolithikum ca. 5500 bis 4900 v. Chr.) entdeckt (vgl. Tholen, v. Uslar 1955/56, S. 434). Siedlungen der Bandkeramik bestanden aus einer unterschiedlichen Anzahl von Häusern, von denen, die mit Sediment verfüllten, Pfostengruben und teilweise wandbegleitende Gräben erhalten blieben. Diese Befunde zeichnen sich als Verfärbungen im Boden ab. Anhand dieser Verfärbungen ist die Rekonstruktion der Bauten und damit des Aussehens der Siedlungen möglich. In der Bandkeramik wurden Langhäuser errichtet, deren Breite durchschnittlich 8,0 m und deren Länge um 30,0 m betrug. Das Dach lag meist auf drei Pfostenreihen auf, dadurch entstand ein dreischiffiger Innenraum. Der Innenraum war wiederum durch quer stehende Jochpfostengruppe in verschiedene Bereiche unterteilt. Die wandbegleitenden Gruben entstanden durch die Materialentnahme für den Wandverputz, gleichzeitig übernahmen sie wahrscheinlich die Funktion einer Drainage. In allen bandkeramischen Siedlungen ist eine unterschiedlich große Anzahl von Gruben zu finden. Die Funktion dieser Gruben war unterschiedlich, so befanden sich unter ihnen auch Ofen- und Herdanlagen. Bisher wurden von der bandkeramischen Siedlung in Rommerskirchen ausschließlich unterschiedlich tiefe Grubenkomplexe untersucht. |         | 28.11.2005       | 6               |
|      | Historische Hofanlage Alshof samt Zuwegung und umgebender Grabenanlage | Rommerskirchen Anstel                            | Das Bodendenkmal besteht in der archäologischen Hinterlassenschaft der historischen Hofanlage Alshof samt Zuwegung und umgebender Grabenanlage im Kontext ihrer historischen landschaftlichen Situation. Dazu gehören sämtliche Schichten, Bodenveränderungen, bauliche Reste, verfüllte Gräben und sonstige archäologische Befunde sowie Funde mitsamt dem sie umgebenden Boden, die im Zusammenhang mit der Errichtung, Nutzung und Veränderung sowie dem Rückbau des Hofes entstanden bzw. in den Boden gelangten. Die mittelalterliche Errichtung der Hofanlage in der Aue des Gillbaches war intentionell darauf angelegt, die Schutzfunktion der feuchten Niederung als Annäherungshindernis zu nutzen und die Anlage von Wassergräben zu ermöglichen bzw. zu erleichtern. Die in der Tranchot-Karte (s.u.) deutlich erkennbare Senke innerhalb der Gillbachaue steht daher in einem unmittelbaren Sinnzusammenhang mit der Hofanlage und ist für das Verständnis ihrer archäologischen Hinterlassenschaft ebenso unverzichtbar, wie die Pollen und sonstigen pflanzlichen Reste, die im Untergrund der Senke zu erwarten sind, für die Datierung der frühen Hofanlage sowie die Rekonstruktion ihrer historischen naturräumlichen Situation und Wirtschaftsweise. |         | 12.04.2013       | 7               |
|      | Hochmittelalterlicher Siedlungsplatz „Gillbachstraße“                  | Rommerskirchen                                   | Bei dem Bodendenkmal handelt es sich um die archäologische Hinterlassenschaft einer mittelalterlichen Siedlung sowie derjenigen anderer Kulturperioden der Siedlungsgeschichte der Gemeinde Rommerskirchen. Es besteht in der Gesamtheit aller baulichen Reste und sonstigen archäologischen Befunde, Bodenveränderungen und Funde, die im Zusammenhang mit den Siedlungsaktivitäten und dem Leben der Menschen sowie der Zerstörung oder dem Verfall von Gebäuden und Anlagen entstanden bzw. in den Boden gelangten mitsamt dem sie umgebenden Boden. |         | 19.02.2015       | 8               |
|      | Hochmittelalterlicher Siedlungsplatz „Gillbachstraße“                  | Rommerskirchen                                   | siehe Nr. 8 |         | 19.02.2015       | 9               |
|      | Steinbrink                                                             | Rommerskirchen                                   | Bei dem Bodendenkmal handelt es sich um die archäologische Hinterlassenschaft der steinzeitlichen, eisenzeitlichen, römischen, mittelalterlichen und neuzeitlichen Kulturperioden der Siedlungsgeschichte der Gemeinde Rommerskirchen. Es besteht in der Gesamtheit aller baulichen Reste und sonstigen archäologischen Befunde, Bodenveränderungen und Funde, die im Zusammenhang mit den Siedlungsaktivitäten und dem Leben der Menschen sowie der Zerstörung oder dem Verfall von Gebäuden und Anlagen entstanden bzw. in den Boden gelangten mitsamt dem sie umgebenden Boden. |         | 20.06.2017       | 10              |
|      | Steinbrink                                                             | Rommerskirchen                                   | siehe Nr. 10 |         | 20.06.2017       | 11              |
|      | Steinbrink                                                             | Rommerskirchen                                   | siehe Nr. 10 |         | 20.06.2017       | 12              |
|      | Steinbrink                                                             | Rommerskirchen                                   | siehe Nr. 10 |         | 20.06.2017       | 13              |
|      | Steinbrink                                                             | Rommerskirchen                                   | siehe Nr. 10 |         | 20.06.2017       | 14              |
|      | Steinbrink                                                             | Rommerskirchen                                   | siehe Nr. 10 |         | 20.06.2017       | 15              |
|      | Steinbrink                                                             | Rommerskirchen                                   | siehe Nr. 10 |         | 20.06.2017       | 16              |
|      | Steinbrink                                                             | Rommerskirchen                                   | siehe Nr. 10 |         | 20.06.2017       | 17              |
|      | Steinbrink                                                             | Rommerskirchen                                   | siehe Nr. 10 |         | 20.06.2017       | 18              |
|      | Steinbrink                                                             | Rommerskirchen                                   | siehe Nr. 10 |         | 20.06.2017       | 19              |
|      | Steinbrink                                                             | Rommerskirchen                                   | siehe Nr. 10 |         | 20.06.2017       | 20              |
|      | Steinbrink                                                             | Rommerskirchen                                   | siehe Nr. 10 |         | 20.06.2017       | 21              |
|      | Steinbrink                                                             | Rommerskirchen                                   | siehe Nr. 10 |         | 20.06.2017       | 22              |
|      | Steinbrink                                                             | Rommerskirchen                                   | siehe Nr. 10 |         | 20.06.2017       | 23              |
|      | Steinbrink                                                             | Rommerskirchen                                   | siehe Nr. 10 |         | 20.06.2017       | 24              |
|      | Steinbrink                                                             | Rommerskirchen                                   | siehe Nr. 10 |         | 20.06.2017       | 25              |
|      | Steinbrink                                                             | Rommerskirchen                                   | siehe Nr. 10 |         | 20.06.2017       | 26              |
|      | Steinbrink                                                             | Rommerskirchen                                   | siehe Nr. 10 |         | 20.06.2017       | 27              |
|      | Steinbrink                                                             | Rommerskirchen                                   | siehe Nr. 10 |         | 20.06.2017       | 28              |
|      | Steinbrink                                                             | Rommerskirchen                                   | siehe Nr. 10 |         | 20.06.2017       | 29              |
|      | Steinbrink                                                             | Rommerskirchen                                   | siehe Nr. 10 |         | 20.06.2017       | 30              |
|      | Steinbrink                                                             | Rommerskirchen                                   | siehe Nr. 10 |         | 20.06.2017       | 31              |
|      | Steinbrink                                                             | Rommerskirchen                                   | siehe Nr. 10 |         | 20.06.2017       | 32              |
|      | Steinbrink                                                             | Rommerskirchen                                   | siehe Nr. 10 |         | 20.06.2017       | 33              |
|      | Steinbrink                                                             | Rommerskirchen                                   | siehe Nr. 10 |         | 20.06.2017       | 34              |
|      | Steinbrink                                                             | Rommerskirchen                                   | siehe Nr. 10 |         | 20.06.2017       | 35              |
|      | Steinbrink                                                             | Rommerskirchen                                   | siehe Nr. 10 |         | 20.06.2017       | 36              |
|      | Steinbrink                                                             | Rommerskirchen                                   | siehe Nr. 10 |         | 20.06.2017       | 37              |
|      | Steinbrink                                                             | Rommerskirchen                                   | siehe Nr. 10 |         | 20.06.2017       | 38              |
|      | Steinbrink                                                             | Rommerskirchen                                   | siehe Nr. 10 |         | 20.06.2017       | 39              |
|      | Steinbrink                                                             | Rommerskirchen                                   | siehe Nr. 10 |         | 20.06.2017       | 40              |
|      | Steinbrink                                                             | Rommerskirchen                                   | siehe Nr. 10 |         | 20.06.2017       | 41              |
|      | Gillbachstraße                                                         | Rommerskirchen                                   | Bei dem Bodendenkmal handelt es sich um die archäologische Hinterlassenschaft der vorgeschichtlichen, römischen, mittelalterlichen und neuzeitlichen Kulturperioden der Siedlungsgeschichte der Gemeinde Rommerskirchen. Es besteht in der Gesamtheit aller baulichen Reste und sonstigen archäologischen Befunde, Bodenveränderungen und Funde, die im Zusammenhang mit den Siedlungsaktivitäten und dem Leben der Menschen sowie der Errichtung, der Nutzung, der Zerstörung oder dem Verfall von Gebäuden und Anlagen entstanden bzw. in den Boden gelangten mitsamt dem sie umgebenden Boden. |         | 17.09.2018       | 42              |